# Campionati del mondo di ciclismo su pista - Americana maschile

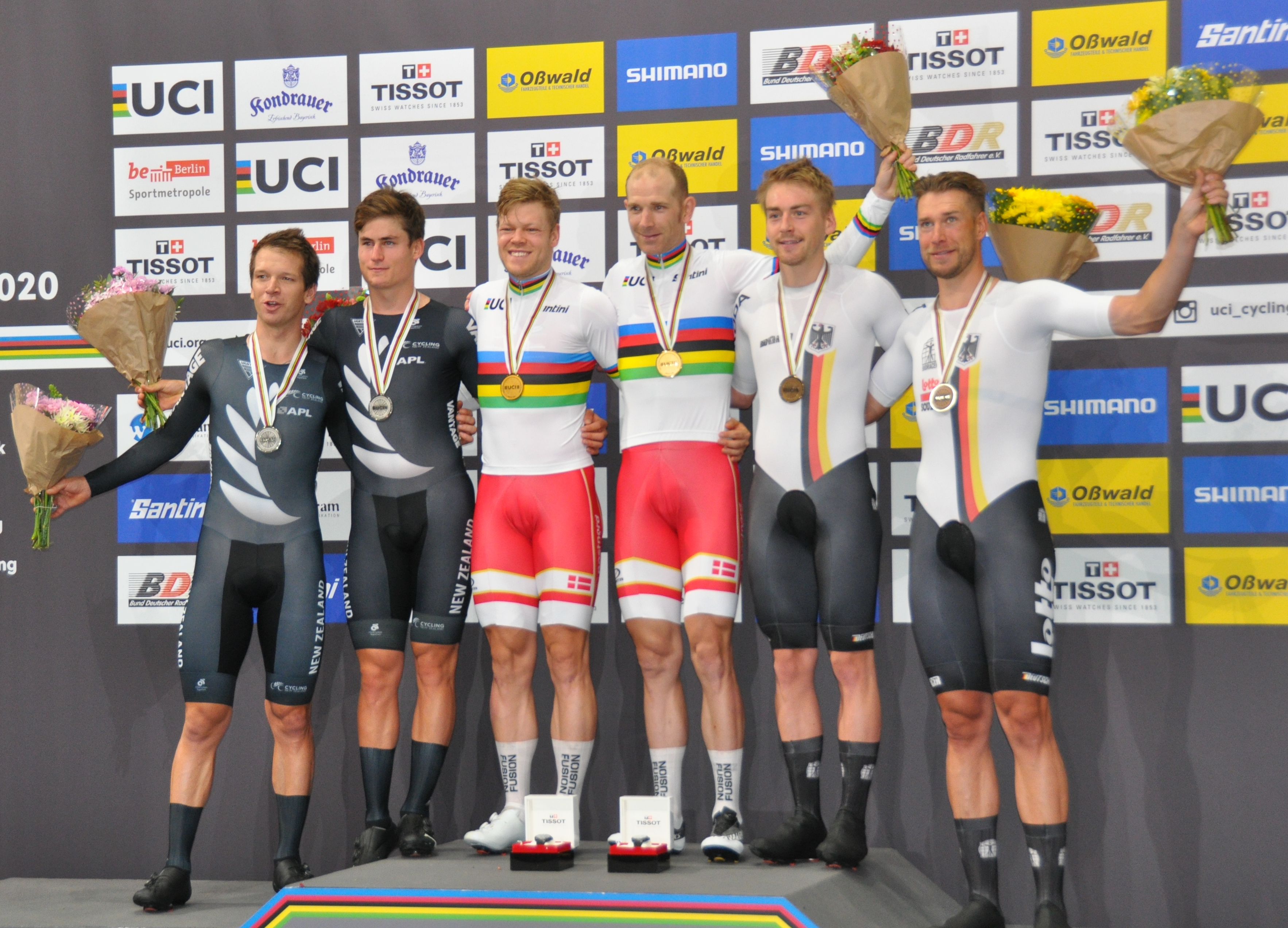
Il podio dell'edizione 2020: da sinistra, le coppie neozelandese, danese e tedesca

L'americana maschile è una delle prove inserite nel programma dei campionati del mondo di ciclismo su pista. Si corre dall'edizione iridata del 1995.

## Albo d'oro
Aggiornato all'edizione 2024.
| Anno | Vincitori                            | Secondi                                   | Terzi                                     |
| ---- | ------------------------------------ | ----------------------------------------- | ----------------------------------------- |
| 1995 | Silvio Martinello & Marco Villa      | Gabriel Curuchet & Juan Esteban Curuchet  | Kurt Betschart & Bruno Risi               |
| 1996 | Silvio Martinello & Marco Villa      | Scott McGrory & Stephen Pate              | Andreas Kappes & Carsten Wolf             |
| 1997 | Miquel Alzamora & Joan Llaneras      | Silvio Martinello & Marco Villa           | Gabriel Curuchet & Juan Esteban Curuchet  |
| 1998 | Étienne De Wilde & Matthew Gilmore   | Andrea Collinelli & Silvio Martinello     | Andreas Kappes & Stefan Steinweg          |
| 1999 | Isaac Gálvez & Joan Llaneras         | Jimmi Madsen & Jakob Piil                 | Andreas Kappes & Olaf Pollack             |
| 2000 | Stefan Steinweg & Eric Weispfenning  | Isaac Gálvez & Joan Llaneras              | Juan Esteban Curuchet & Edgardo Simon     |
| 2001 | Jérôme Neuville & Robert Sassone     | Isaac Gálvez & Joan Llaneras              | Gabriel Curuchet & Juan Esteban Curuchet  |
| 2002 | Jérôme Neuville & Franck Perque      | Roland Garber & Franz Stocher             | Juan Esteban Curuchet & Edgardo Simon     |
| 2003 | Franco Marvulli & Bruno Risi         | Greg Henderson & Hayden Roulston          | Juan Esteban Curuchet & Walter Pérez      |
| 2004 | Juan Esteban Curuchet & Walter Pérez | Franco Marvulli & Bruno Risi              | Robert Slippens & Danny Stam              |
| 2005 | Mark Cavendish & Robert Hayles       | Robert Slippens & Danny Stam              | Matthew Gilmore & Iljo Keisse             |
| 2006 | Isaac Gálvez & Joan Llaneras         | Ljubomyr Polatajko & Volodymyr Rybin      | Juan Esteban Curuchet & Walter Pérez      |
| 2007 | Franco Marvulli & Bruno Risi         | Peter Schep & Danny Stam                  | Alois Kaňkovský & Petr Lazar              |
| 2008 | Mark Cavendish & Bradley Wiggins     | Roger Kluge & Olaf Pollack                | Michael Mørkøv & Alex Rasmussen           |
| 2009 | Michael Mørkøv & Alex Rasmussen      | Leigh Howard & Cameron Meyer              | Martin Bláha & Jiří Hochmann              |
| 2010 | Leigh Howard & Cameron Meyer         | Morgan Kneisky & Christophe Riblon        | Ingmar De Poortere & Steve Schets         |
| 2011 | Leigh Howard & Cameron Meyer         | Martin Bláha & Jiří Hochmann              | Theo Bos & Peter Schep                    |
| 2012 | Kenny De Ketele & Gijs Van Hoecke    | Ben Swift & Geraint Thomas                | Leigh Howard & Cameron Meyer              |
| 2013 | Vivien Brisse & Morgan Kneisky       | David Muntaner & Albert Torres            | Henning Bommel & Theo Reinhardt           |
| 2014 | David Muntaner & Albert Torres       | Martin Bláha & Vojtěch Hačecký            | Stefan Küng & Théry Schir                 |
| 2015 | Bryan Coquard & Morgan Kneisky       | Liam Bertazzo & Elia Viviani              | Jasper De Buyst & Otto Vergaerde          |
| 2016 | Mark Cavendish & Bradley Wiggins     | Morgan Kneisky & Benjamin Thomas          | Sebastián Mora & Albert Torres            |
| 2017 | Morgan Kneisky & Benjamin Thomas     | Cameron Meyer & Callum Scotson            | Kenny De Ketele & Moreno De Pauw          |
| 2018 | Roger Kluge & Theo Reinhardt         | Sebastián Mora & Albert Torres            | Cameron Meyer & Callum Scotson            |
| 2019 | Roger Kluge & Theo Reinhardt         | Lasse Norman Hansen & Casper von Folsach  | Kenny De Ketele & Robbe Ghys              |
| 2020 | Lasse Norman Hansen & Michael Mørkøv | Campbell Stewart & Aaron Gate             | Roger Kluge & Theo Reinhardt              |
| 2021 | Lasse Norman Hansen & Michael Mørkøv | Simone Consonni & Michele Scartezzini     | Kenny De Ketele & Robbe Ghys              |
| 2022 | Donavan Grondin & Benjamin Thomas    | Ethan Hayter & Oliver Wood                | Lindsay De Vylder & Fabio Van Den Bossche |
| 2023 | Jan-Willem van Schip & Yoeri Havik   | Oliver Wood & Mark Stewart                | Aaron Gate & Campbell Stewart             |
| 2024 | Roger Kluge & Tim Torn Teutenberg    | Lindsay De Vylder & Fabio Van Den Bossche | Niklas Larsen & Michael Mørkøv            |

## Medagliere
| Pos.   | Nazione       | Oro | Argento | Bronzo | Totale |
| ------ | ------------- | --- | ------- | ------ | ------ |
| 1      | Francia       | 6   | 2       | 0      | 8      |
| 2      | Spagna        | 4   | 4       | 1      | 9      |
| 3      | Germania      | 4   | 1       | 5      | 10     |
| 4      | Gran Bretagna | 3   | 3       | 0      | 6      |
| 5      | Danimarca     | 3   | 2       | 2      | 7      |
| 6      | Italia        | 2   | 4       | 0      | 6      |
| 7      | Australia     | 2   | 3       | 2      | 7      |
| 8      | Belgio        | 2   | 1       | 7      | 10     |
| 9      | Svizzera      | 2   | 1       | 2      | 5      |
| 10     | Paesi Bassi   | 1   | 2       | 2      | 5      |
| 11     | Argentina     | 1   | 1       | 6      | 8      |
| 12     | Rep. Ceca     | 0   | 2       | 2      | 4      |
| 13     | Nuova Zelanda | 0   | 2       | 1      | 3      |
| 14     | Austria       | 0   | 1       | 0      | 1      |
| 14     | Ucraina       | 0   | 1       | 0      | 1      |
| Totale | Totale        | 29  | 29      | 29     | 87     |

| Pos. | Atleta              | Oro | Argento | Bronzo | Totale |
| ---- | ------------------- | --- | ------- | ------ | ------ |
| 1    | Morgan Kneisky      | 3   | 2       | 0      | 5      |
| 1    | Joan Llaneras       | 3   | 2       | 0      | 5      |
| 3    | Roger Kluge         | 3   | 1       | 1      | 5      |
| 4    | Michael Mørkøv      | 3   | 0       | 1      | 4      |
| 5    | Mark Cavendish      | 3   | 0       | 0      | 3      |
| 6    | Cameron Meyer       | 2   | 2       | 2      | 6      |
| 7    | Isaac Gálvez        | 2   | 2       | 0      | 4      |
| 7    | Silvio Martinello   | 2   | 2       | 0      | 4      |
| 9    | Leigh Howard        | 2   | 1       | 1      | 4      |
| 10   | Lasse Norman Hansen | 2   | 1       | 0      | 3      |
| 10   | Franco Marvulli     | 2   | 1       | 0      | 3      |
| 10   | Theo Reinhardt      | 2   | 1       | 0      | 3      |
| 10   | Bruno Risi          | 2   | 1       | 0      | 3      |
| 10   | Benjamin Thomas     | 2   | 1       | 0      | 3      |
| 10   | Marco Villa         | 2   | 1       | 0      | 3      |